# Kalmar S:t Johannes församling
Kalmar S:t Johannes i Svenska kyrkan tillhör Kalmar pastorat i Kalmar-Ölands kontrakt, Växjö stift. 

## Administrativ historik
Församlingen bildades 1989 när Kalmar församling uppdelades. 

## Församlingsvapen
Församlingen antog 1989 ett heraldiskt vapen med blasoneringen: I rött fält en kalk omgiven av två vingar, allt av guld, och en stam av guld belagd med en blå krona.
Vingarna syftar på evangelisten Johannes vars symbol är örnen. Vapnet formgavs av Torsten Waldemarsson.

## Kyrkor
- Sankt Johannes kyrka
- Kalmar slottskyrka